# 290-я стрелковая дивизия
290-я стрелковая дивизия — стрелковое соединение (стрелковая дивизия) РККА Вооружённых Сил СССР, принимавшее участие в Великой Отечественной войне.
В составе действующей армии и флота: с 4 августа 1941 года по 9 мая 1945 года. Формирование участвовало в боях под Брянском, Тулой, освобождала Калугу, Юхнов, посёлок Ленино, Могилёв, Гродно, участвовала в Берлинской операции. За боевые заслуги удостоена почётного наименования «Могилёвская», награждена орденом Красного Знамени. Полное действительное наименование, по окончании Великой Отечественной войны — 290-я Могилёвская Краснознамённая орденов Суворова и Кутузова стрелковая дивизия.

## История
290-я стрелковая дивизия формировалась в июле 1941 года в городе Калязине. К концу июля 1941 года 290-я дивизия была укомплектована личным составом за счёт призывников Калязина и близлежащих районов. Личный состав дивизии на этот момент насчитывал 10 902 человека, при том, что штатное расписание того времени предусматривало иметь в стрелковой дивизии Красной Армии 14 483 человека. Оружие получили на станции Сельцо Брянской области, по пути на фронт.
В начале сентября 1941 года соединение в составе 50-й армии участвовало в Рославльско-Новозыбковской наступательной операции.
В середине сентября 1941 года 290 сд была переведена в резерв армии и сосредоточена в районе сёл Дятьковичи, Песочня, Дуброславичи, Сельцо, Рудное. Штаб дивизии располагался в селе Речица.
В начале октября 1941 года 290-я стрелковая дивизия в составе 50-й армии попала под Брянском в окружение вследствие начавшегося 30 сентября глубокого прорыва 2-й танковой группы Х. Гудериана. «7 октября три армии Брянского фронта развернулись на 180 градусов и начали прорыв из окружения. К 16 октября из состава 50-й армии вышли 217-я (300 чел.), 299-я (400 чел.), 279-я (1 500 чел.), 260-я (200 чел.), 154-я (1 200 чел.) стрелковые дивизии. По докладу А. И. Ерёменко к 20 октября 1941 года в район Белёва вышли 1 600 человек из 217-й стрелковой дивизии, 1 524 человека — из 290-й, полностью два полка с артиллерией — из 154-й».
В марте — апреле 1942 года, после тяжёлых боёв, выводится в резерв для пополнения. Уже в середине мая 1942-го дивизия занимает оборону на правом фланге 10-й армии на рубеже Шемелинка — Сельцо — Каменка. В обороне на данном рубеже находится вплоть до июля 1943 года.
С 14 ноября 1943 года наступает в общем направлении на Оршу.
23 июня 1944 года дивизия переходит в наступление в общем направлении на Могилёв, форсирует Днепр и совместно с частями 121-го ск 50-й армии завязывает бои на подступах к Могилёву.
К 28 июня 1944 года Могилёв был освобождён. В тот же день Указом Президиума Верховного Совета СССР за мужество и отвагу, проявленные личным составом при прорыве обороны противника на р. Проня, за умелое форсирование Днепра и участие в боях за освобождение Могилёва дивизия награждается орденом Красного Знамени, а приказом Верховного Главнокомандующего ей присваивается почётное наименование «Могилёвская».
Соединение штурмует город-крепость Осовец, который занимает 14 августа 1944 года. Указом Президиума Верховного Совета СССР от 1 сентября 1944 года За образцовое выполнение заданий командования в боях с немецкими захватчиками, за овладение городом и крепостью Осовец и проявленные при этом доблесть и мужество дивизия награждена Орденом Суворова II степени. 
В январе 1945 года форсирует реку Ожицу в районе города Яново, и вступает на территорию Восточной Пруссии. 11 февраля штурмом овладела г. Мегинен и продолжает движение в направлении на Мельзак. 25 марта дивизия овладела г. Браунсберг, а к 26.3.1945 г., выбив противника из Дойч-Банау, она выходит на побережье залива Фришес-Хафф. В апреле грузится в ж/д поезда и к 11 апреля 1945 года сосредотачивается в районе Клян-Киршбаум, восточнее р. Одер.
23 апреля 1945 года дивизия в составе 3-й армии вводится в сражение южнее Берлина, участвуя в окружении и уничтожении франкфурт-губенской группировки войск противника — части дивизии, начав наступление, к исходу дня форсируют р. Шпрее и выходят на рубеж юго-восточнее Нойцитау. 24 апреля дивизия форсирует р. Даме. Захватив на противоположном берегу реки плацдарм, полки дивизии перерезают узел дорог севернее Кенингс-Вустерхаузен.
26 апреля 1945 года дивизия ведёт упорные бои на рубеже городов Топхин и Грас Бештен, а также леса на западном берегу озера Гульден-зее.
27 апреля 1945 года овладев г. Гросс-Керис, продолжает наступать на Вендиш-Бухгольц.
К 2 мая 1945 года дивизия, совершив марш, сосредотачивается на юго-восточной окраине Берлина, прикрывая действия частей, штурмующих город.
3-го мая выходит к Эльбе, где и встречает Победу.
Расформирована в 1946 году в БВО.

## Состав
- управление
- 878-й стрелковый полк
- 882-й стрелковый полк
- 885-й стрелковый полк
- 827-й (гаубичный) артиллерийский полк (до 20.11.41 г.)[5][6]
- 1420-й (112) артиллерийский полк (с 22.01.1942)
- 355-й отдельный истребительно-противотанковый дивизион
- 374-я отдельная разведывательная рота
- 570-й отдельный сапёрный батальон
- 723-й отдельный батальон связи (433-я отдельная рота связи)
- 291-й медико-санитарный батальон
- 356-я отдельная рота химзащиты
- 445-я отдельная автомобильная рота
- 508-я полевая хлебопекарня (429-й полевой автохлебозавод)
- 744-й (703-й) дивизионный ветеринарный лазарет
- 950-я полевая почтовая станция
- 814-я полевая касса Госбанка

| В составе  | В составе                | В составе  | В составе              |
| На дату    | Фронт (округ)            | Армия      | Корпус                 |
| ---------- | ------------------------ | ---------- | ---------------------- |
| 01.08.1941 | Московский военный округ |            |                        |
| 01.09.1941 | Брянский фронт           | 50-я армия |                        |
| 01.10.1941 | Брянский фронт           | 50-я армия |                        |
| 01.11.1941 | Брянский фронт           | 50-я армия |                        |
| 01.12.1941 | Западный фронт           | 50-я армия |                        |
| 01.01.1942 | Западный фронт           | 50-я армия |                        |
| 01.02.1942 | Западный фронт           | 50-я армия |                        |
| 01.03.1942 | Западный фронт           | 50-я армия |                        |
| 01.04.1942 | Западный фронт           | 50-я армия |                        |
| 01.05.1942 | Западный фронт           | 50-я армия |                        |
| 01.06.1942 | Западный фронт           | 10-я армия |                        |
| 01.07.1942 | Западный фронт           | 10-я армия |                        |
| 01.08.1942 | Западный фронт           | 10-я армия |                        |
| 01.09.1942 | Западный фронт           | 10-я армия |                        |
| 01.10.1942 | Западный фронт           | 10-я армия |                        |
| 01.11.1942 | Западный фронт           | 10-я армия |                        |
| 01.12.1942 | Западный фронт           | 10-я армия |                        |
| 01.01.1943 | Западный фронт           | 10-я армия |                        |
| 01.02.1943 | Западный фронт           | 10-я армия |                        |
| 01.03.1943 | Западный фронт           | 10-я армия |                        |
| 01.04.1943 | Западный фронт           | 10-я армия |                        |
| 01.05.1943 | Западный фронт           | 10-я армия |                        |
| 01.06.1943 | Западный фронт           | 10-я армия |                        |
| 01.07.1943 | Западный фронт           | 10-я армия |                        |
| 01.08.1943 | Западный фронт           | 10-я армия |                        |
| 01.09.1943 | Западный фронт           | 49-я армия |                        |
| 01.10.1943 | Западный фронт           | 33-я армия |                        |
| 01.11.1943 | Западный фронт           | 68-я армия | 69-й стрелковый корпус |
| 01.12.1943 | Западный фронт           | 33-я армия | 69-й стрелковый корпус |
| 01.01.1944 | Западный фронт           | 10-я армия |                        |
| 01.02.1944 | Западный фронт           | 10-я армия | 70-й стрелковый корпус |
| 01.03.1944 | 1-й Белорусский фронт    | 10-я армия | 70-й стрелковый корпус |
| 01.04.1944 | 1-й Белорусский фронт    | 10-я армия | 70-й стрелковый корпус |
| 01.05.1944 | 2-й Белорусский фронт    | 49-я армия | 70-й стрелковый корпус |
| 01.06.1944 | 2-й Белорусский фронт    | 49-я армия | 70-й стрелковый корпус |
| 01.07.1944 | 2-й Белорусский фронт    | 49-я армия |                        |
| 01.08.1944 | 2-й Белорусский фронт    | 50-я армия | 81-й стрелковый корпус |
| 01.09.1944 | 2-й Белорусский фронт    | 49-я армия |                        |
| 01.10.1944 | 2-й Белорусский фронт    | 3-я армия  | 40-й стрелковый корпус |
| 01.11.1944 | 2-й Белорусский фронт    | 3-я армия  | 35-й стрелковый корпус |
| 01.12.1944 | 2-й Белорусский фронт    | 3-я армия  | 35-й стрелковый корпус |
| 01.01.1945 | 2-й Белорусский фронт    | 3-я армия  | 35-й стрелковый корпус |
| 01.02.1945 | 2-й Белорусский фронт    | 3-я армия  | 35-й стрелковый корпус |
| 01.03.1945 | 3-й Белорусский фронт    | 3-я армия  | 35-й стрелковый корпус |
| 01.04.1945 | 3-й Белорусский фронт    | 3-я армия  | 35-й стрелковый корпус |
| 01.05.1945 | 1-й Белорусский фронт    | 3-я армия  | 35-й стрелковый корпус |

## Награды дивизии
- 10 июля 1944 года — Почетное наименование Могилёвская — присвоено приказом Верховного Главнокомандующего № 0189 от 10 июля 1944 года за отличие в боях за освобождение города Могилёва.
- 10 июля 1944 года —  Орден Красного Знамени — награждена указом Президиума Верховного Совета СССР за образцовое выполнение заданий командования в боях при форсировании рек Проня и Днепр, прорыв сильно укреплённой обороны немцев, а также за овладение городами Могилёв, Шклов и Быхов, проявленные при этом доблесть и мужество[7]
- 25 июля 1944 года —  Орден Кутузова II степени — награждена указом Президиума Верховного Совета СССР за успешное выполнение заданий командования в боях с немецкими захватчиками при овладении городом и крепостью Гродно и проявленные при этом доблесть и мужество[8]
- 1 сентября 1944 года —  Орден Суворова II степени — награждена указом Президиума Верховного Совета СССР за образцовое выполнение заданий командования при овладении городом и крепостью Осовец и проявленные при этом доблесть и мужество[9]

Награды частей дивизии:
- 878 стрелковый Остроленковский[10] Краснознамённый[11][12] ордена Суворова[13][14] полк
- 882-й стрелковый Краснознамённый[11][12] орденов Кутузова[15][16] и Александра Невского[17][18] полк
- 885-й стрелковый Алленштайнский[19] Краснознамённый[20] орденов Суворова[21][22] и Кутузова[23][24] полк
- 1420-й артиллерийский Краснознамённый орденов Кутузова[13][14] и Александра Невского[25][26] полк
- 355-й отдельный истребительно-противотанковый ордена Александра Невского[27][16] дивизион
- 570-й отдельный сапёрный ордена Красной Звезды[28][29] батальон

## Командование

### Командиры
- Рякин, Николай Васильевич (12 июля 1941 — 10 января 1942), полковник.
- Хохлов, Василий Данилович (11 января 1942 — 28 февраля 1942), полковник.
- Почема, Филипп Евсеевич (1 марта 1942 — 10 мая 1942), полковник.
- Дудников, Николай Андреевич (11 мая 1942 — 19 июля 1942), полковник.
- Прокофьев, Юрий Михайлович (23 июля 1942 — 14 августа 1942), полковник.
- Каначадзе, Григорий Иванович (15 августа 1942 — 9 ноября 1942), полковник.
- Прокофьев, Юрий Михайлович (10 ноября 1942 — 4 августа 1943), полковник, с 14 февраля 1943 генерал-майор.
- Гаспарян, Исаак Гаспарович (5 августа 1943 — 24 октября 1943), полковник.
- Климахин, Сергей Ефимович (25 октября 1943 — 22 декабря 1943), полковник.
- Гаспарян, Исаак Гаспарович (23 декабря 1943 — 6 ноября 1944), полковник, с 22 февраля 1944 генерал-майор.
- Кальный, Иван Гаврилович (7 ноября 1944 — 21 января 1945), полковник.
- Сальников, Александр Максимович (22 января 1945 — 24 января 1945), полковник.
- Вязниковцев, Николай Александрович (25 января 1945 — 9 мая 1945), полковник.

### Начальники штаба
- Карпов, Яков Васильевич (июль — август 1942), подполковник.
- Климахин, Сергей Ефимович (август 1942 — октябрь 1943), подполковник, полковник.
- Климахин, Сергей Ефимович (декабрь 1943 — февраль 1944), полковник.

## Отличившиеся воины
Герои Советского Союза:
- Атрохов, Семён Тихонович, младший лейтенант, командир взвода 885-го стрелкового полка.
- Двужильный, Юрий Михайлович, капитан, командир батальона 878-го стрелкового полка.
- Коваленко, Павел Васильевич, старший лейтенант, командир миномётного взвода 878-го стрелкового полка.
- Курбатов, Михаил Тихонович, младший сержант, командир отделения 878-го стрелкового полка.
- Маматов, Дмитрий Борисович, сержант, командир пулемётного расчёта 885-го стрелкового полка.
- Маякин, Алексей Степанович, капитан, командир батальона 878-го стрелкового полка.
- Томиловских, Виталий Васильевич, сержант, парторг роты 885-го стрелкового полка.

 Кавалеры ордена Славы трёх степеней.
- Зубов, Илья Григорьевич, сержант, старший разведчик 1420 артиллерийского полка.
- Левков, Пётр Маркович, рядовой, командир расчёта 76-мм пушки 885 стрелкового полка.
- Сафонов, Михаил Фролович, рядовой, командир отделения 374 отдельной разведывательной роты.